# Mario Pasik
Mario Jorge Pasik (Buenos Aires, 3 de marzo de 1951) es un actor argentino, hermano menor del también actor Salo Pasik (1945-2017).

## Biografía
Hijo de padre comerciante y madre ama de casa nació en el barrio porteño  de Versalles, luego su familia se mudó a Villa Crespo.

## Carrera
Debutó actoralmente a los 13 años actuando en Historias para ser contadas, una obra del argentino  Osvaldo Dragún  y luego en la Petición de mano de Antón Chéjov.
Estudió teatro con Raúl Serrano. Actuó en el Sol Cristal con Inda Ledesma, Jorge Marrale, Alicia Bruzzo, Rodolfo Bebán.
Ha destacado por sus grandes actuaciones en conocidas novelas argentinas tales como Verano del '98, Vulnerables, Son amores, Montecristo, Son de Fierro y Farsantes. Actualmente está casado con Marta Betoldi.

## Teatro
- Segovia (o de la poesía)
- Jardín de otoño
- Contracciones
- Por un sí o por un no
- La valija del rompecabezas
- Educando a Rita
- Darse cuenta - Teatro y Reflexión
- Los Grimaldi
- Casa Valentina

## Cine
| Películas | Películas                                               | Películas       | Películas |
| Año       | Título                                                  | Personaje       |           |
| --------- | ------------------------------------------------------- | --------------- | --------- |
| 1972      | El gallo ciego                                          |                 |           |
| 1973      | Las venganzas de Beto Sánchez                           |                 |           |
| 1979      | Los drogadictos                                         |                 |           |
| 1979      | Cantaniño cuenta un cuento                              |                 |           |
| 1986      | Otra historia de amor                                   | Jorge Castro    |           |
| 1991      | La última siembra                                       | Patricio        |           |
| 1991      | Delito de corrupción                                    | Gabriel Ledesma |           |
| 1992      | ¿Dónde estás amor de mi vida que no te puedo encontrar? | Federico        |           |
| 1995      | Más allá del límite                                     | Bechara         |           |
| 1995      | Y pegue Carlos, pegue                                   |                 |           |
| 1995      | De mi barrio con amor                                   | Julian          |           |
| 1996      | El dedo en la llaga                                     | Irazábal        |           |
| 1998      | La cara del ángel                                       |                 |           |
| 2001      | Contraluz                                               | Alejandro       |           |
| 2011      | Solos en la ciudad                                      |                 |           |
| 2015      | Socios por accidente 2                                  | Ministro ruso   |           |
| 2019      | 4 metros                                                |                 |           |
| 2019      | Lo habrás imaginado                                     | Ángel           |           |

## Televisión
| Televisión | Televisión                        | Televisión             | Televisión | Televisión |
| Año        | Título                            | Personaje              | Canal      |            |
| ---------- | --------------------------------- | ---------------------- | ---------- | ---------- |
| 1977       | Viridiana                         | Horacio Pereyra Guzmán | Canal 7    |            |
| 1978       | Un mundo de veinte asientos       | Marcelo                | Canal 9    |            |
| 1980-1981  | Trampa para un soñador            | Jorge Luis Ríos        | Canal 9    |            |
| 1983       | Mi nombre es Lara                 | Mariano                | Canal 9    |            |
| 1985       | Extraños y amantes                | Manuel Spil            | ATC        |            |
| 1987       | El duende azul                    | Marcelo Carrizo        | ATC        |            |
| 1987       | Hombres de ley                    | Emilio                 | ATC        |            |
| 1989       | Como ellos no hay más             |                        | Canal 11   |            |
| 1990-1991  | Atreverse                         |                        | Telefe     |            |
| 1992       | Desde adentro                     | César Bermúdez         | ATC        |            |
| 1993       | Vivo con un fantasma              | Personaje principal    | ATC        |            |
| 1994       | Nano                              | Silvio Canelo          | El Trece   |            |
| 1995       | Poliladron                        | Raúl                   | El Trece   |            |
| 1996-1997  | Como pan caliente                 | Horacio                | El Trece   |            |
| 1998-1999  | Verano del '98                    | Germán Villanueva      | Telefe     |            |
| 2000       | Vulnerables                       | Osvaldo                | El Trece   |            |
| 2001       | EnAmorArte                        | Arturo Miguens         | Telefe     |            |
| 2002-2003  | Son amores                        | Guillermo Carmona      | El Trece   |            |
| 2005       | Una familia especial              | Hermes Schneider       | El Trece   |            |
| 2005       | Mujeres asesinas                  |                        | El Trece   |            |
| 2006       | Montecristo                       | Horacio Díaz Herrera   | Telefe     |            |
| 2006-2007  | Tango del último amor             | Jorge                  | Telefe     |            |
| 2007       | El hombre que volvió de la muerte | Blanco Morel           | El Trece   |            |
| 2007-2008  | Son de Fierro                     | José María Fontana     | El Trece   |            |
| 2009       | Champs 12                         | Renzo Carresi          | América TV |            |
| 2010       | Todos contra Juan 2               | Él mismo               | Telefe     |            |
| 2011       | Cuando me sonreís                 | Juan Primero Murfi     | Telefe     |            |
| 2012       | Graduados                         | Ricardo "Richi"        | Telefe     |            |
| 2013       | Historias de corazón              | Manuel                 | Telefe     |            |
| 2013       | Los vecinos en guerra             | Miguel Del Río         | Telefe     |            |
| 2013       | Qitapenas                         | Douglas Morris         | Telefe     |            |
| 2013-2014  | Farsantes                         | Miguel Ángel Mendoza   | El Trece   |            |
| 2015       | Milagros en campaña               | Osvaldo Santiesteban   | Canal 9    |            |
| 2015       | La verdad                         | Jorge Gómez            | TV Pública |            |
| 2016       | Círculos                          | Don Federico           | América TV |            |
| 2017       | Quiero vivir a tu lado            | Eugenio Justo          | El Trece   |            |
| 2017-2019  | El jardín de bronce               | Edmundo Carreras       | HBO        |            |
| 2018       | Cien días para enamorarse         | Miguel Contempomi      | Telefe     |            |

## Premios Martín Fierro
| Año  | Premio        | Categoría                               | Programa                          | Resultado |
| ---- | ------------- | --------------------------------------- | --------------------------------- | --------- |
| 1988 | Martín Fierro | Mejor actor de reparto                  | La otra                           | Nominado  |
| 1998 | Martín Fierro | Mejor actor de reparto                  | Verano del 98                     | Nominado  |
| 2005 | Martín Fierro | Mejor actor protagonista de telecomedia | Una familia especial              | Nominado  |
| 2007 | Martín Fierro | Mejor actor protagonista de telecomedia | Son de fierro                     | Nominado  |
| 2013 | Martín Fierro | Mejor actor de reparto                  | Los vecinos en guerra y Farsantes | Nominado  |